# Monoculodes coecus
Monoculodes coecus är en kräftdjursart som beskrevs av Gurjanova 1946. Monoculodes coecus ingår i släktet Monoculodes och familjen Oedicerotidae. Inga underarter finns listade i Catalogue of Life.